# Мечеть Нагоя
35°10′39″ пн. ш. 136°52′16″ сх. д. / 35.177417° пн. ш. 136.871139° сх. д.

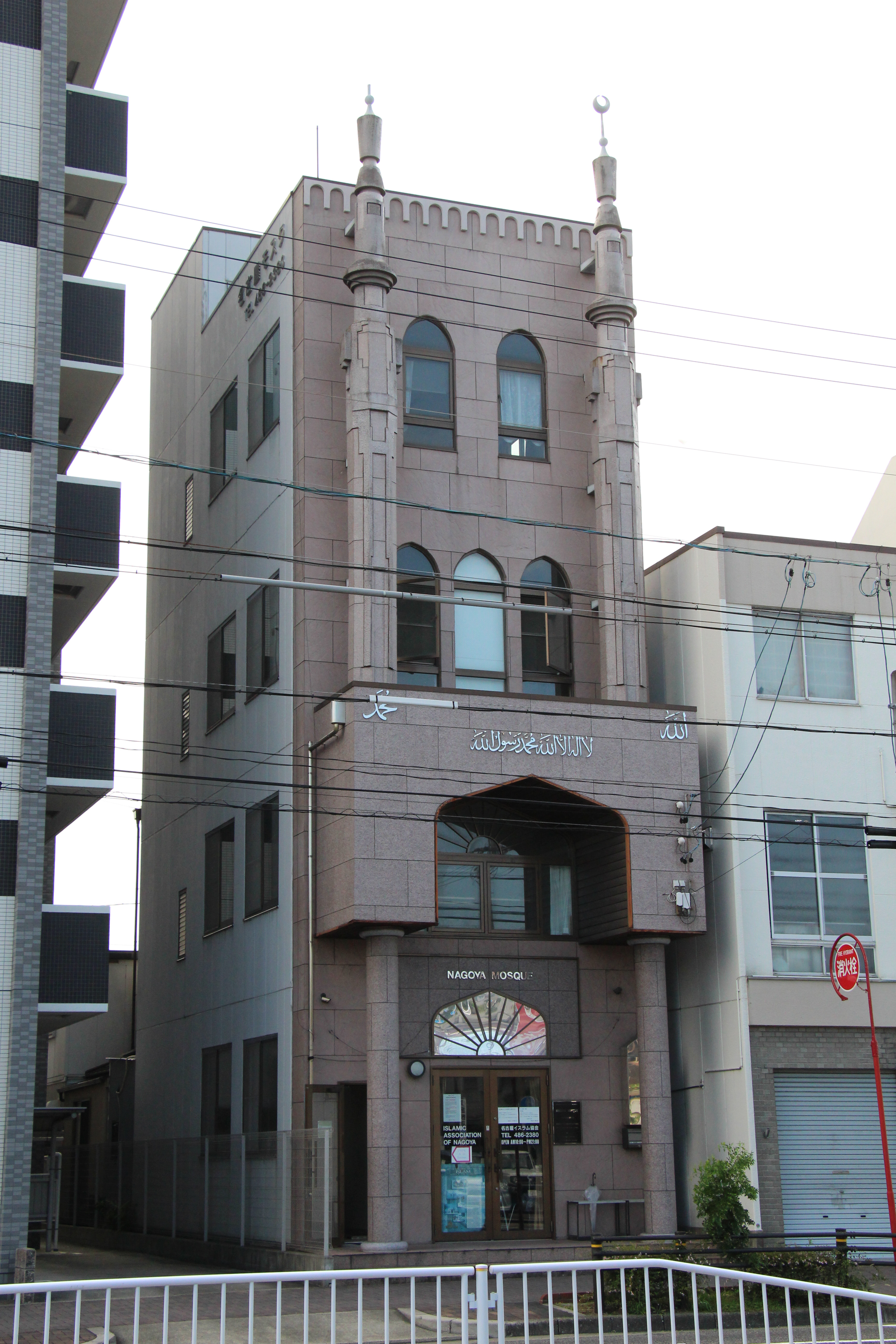
Мечеть Нагоя

Мечеть Нагоя (яп. 名古屋モスク) — мечеть у місті Нагоя, префектура Айті, Японія. 

## Історія
У 1980-х роках мусульмани в цьому районі почали збирати пожертви на будівництво. Зрештою, мечеть була побудована в 1998 році. У 2002 році вони були визнані релігійною корпорацією під назвою Ісламський центр Нагої, і з того часу вони почали керувати мечеттю. Організація також заснувала мечеть під назвою Гіфу Масджид у префектурі Гіфу в 2008 році.
Організація розповсюджує випуски та пропонує вступні буклети про іслам.
До будівництва цієї мечеті в цьому районі була мечеть під назвою Мусульманська мечеть Нагоя, яка була спалена під час Другої світової війни.

## Галерея

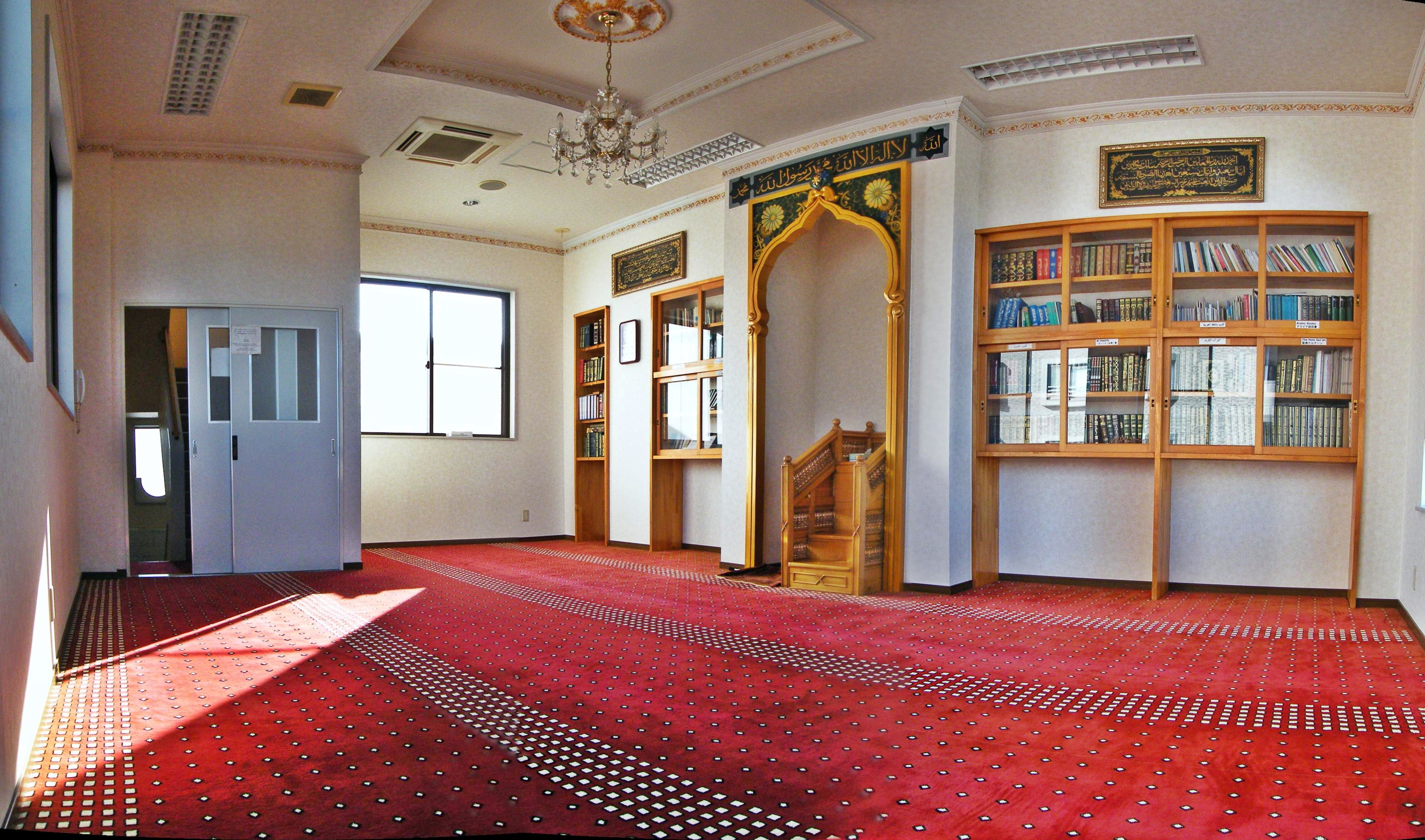
Молитовна зала